# Archives de la construction moderne
Pour les articles homonymes, voir ACM et La Construction moderne.
Les Archives de la construction moderne (Acm) sont des archives d'architecture de l’École polytechnique fédérale de Lausanne (EPFL), en Suisse.

## Histoire
Les Archives de la construction moderne ont été créés en 1988 au sein de l’Institut de théorie  et d’histoire de l’architecture de l'EPFL, et aujourd'hui elles sont une unité de la Faculté de l'environnement naturel, architectural et construit (ENAC). Leur but est la promotion de l'étude de la construction, de l'architecture et de l'urbanisme moderne en Suisse. 
En 2017, la collection représente 200 fonds s'étendant de 1850 à nos jours. Depuis 2003, l'institution est installée sur le site de l'EPFL à Écublens et comprend une bibliothèque réunissant des revues d'architecture ainsi que des ouvrages traitant de l'histoire de la construction en Suisse romande.
L'institution est inscrite comme bien culturel suisse d'importance nationale. Elle est membre du Conseil international des archives et de la Confédération des musées d'architecture. Elle a reçu la Distinction vaudoise du patrimoine 2016.

## Fonds conservés
Les Archives de la construction moderne conservent des fonds privés de différents bureaux d'architectes et ingénieurs, d'associations, photographes, professeurs et entreprises du secteur de la construction.
Exemple de fonds conservés
- Fonds : Georges Brera et Paul Walthenspühl (1919-1986).  Cote : Acm-EPFL 0015, Georges Brera et Paul Waltenspühl. Lausanne : Archives de la construction moderne – EPFL (présentation en ligne).

- Fonds : Jeanne Bueche (1933-1988).  Cote : Acm-EPFL 0071, Jeanne Bueche. Lausanne : Archives de la construction moderne – EPFL (présentation en ligne).

- Fonds : Fernand Dumas (1868; 1919-1962).  Cote : Acm-EPFL 0018, Fernand Dumas. Lausanne : Archives de la construction moderne – EPFL (présentation en ligne).

- Fonds : Franz Füeg (1948-2011).  Cote : Acm-EPFL 0124, Franz Füeg. Lausanne : Archives de la construction moderne – EPFL (présentation en ligne).

- Fonds : André Gaillard (1950-1995).  Cote : Acm-EPFL 0143, André Gaillard. Lausanne : Archives de la construction moderne – EPFL (présentation en ligne).

- Fonds : Georges-Jacques Haefeli (1960-2008).  Cote : Acm-EPFL 0178, Georges-Jacques Haefeli. Lausanne : Archives de la construction moderne – EPFL (présentation en ligne).

- Fonds : Denis Honegger (1915-1974).  Cote : Acm-EPFL 0037, Denis Honegger. Lausanne : Archives de la construction moderne – EPFL (présentation en ligne).

- Fonds : Jean Marc Lamunière (1947-2008).  Cote : Acm-EPFL 0195, Jean-Marc Lamunière. Lausanne : Archives de la construction moderne – EPFL (présentation en ligne).

- Fonds : Eduard Lanz (1910-1972).  Cote : Acm-EPFL 0004, Eduard Lanz. Lausanne : Archives de la construction moderne – EPFL (présentation en ligne).

- Fonds : Alphonse Laverrière (1896-1963).  Cote : Acm-EPFL 0002, Alphonse Laverrière. Lausanne : Archives de la construction moderne – EPFL (présentation en ligne).

- Fonds : Éditions Perrochet (1920-1968).  Cote : Acm-EPFL 0182, Perrochet. Lausanne : Archives de la construction moderne – EPFL (présentation en ligne).

- Fonds : Alberto Sartoris (1901-2007).  Cote : Acm-EPFL 0172, Alberto Sartoris. Lausanne : Archives de la construction moderne – EPFL (présentation en ligne).

- Fonds : Jean Tschumi (1918-1969, 1974).  Cote : Acm-EPFL 0060, Jean Tschumi. Lausanne : Archives de la construction moderne – EPFL (présentation en ligne).

- Fonds : Henri-Robert Von der Mühll (1917-1990).  Cote : Acm-EPFL 0009, Henri-Robert Von der Mühll. Lausanne : Archives de la construction moderne – EPFL (présentation en ligne).

- Fonds : Heidi Wenger et Peter Wenger (1950-2003).  Cote : Acm-EPFL 0183, Heidi et Peter Wenger. Lausanne : Archives de la construction moderne – EPFL (présentation en ligne).

- Fonds : Jakob Zweifel (de) (1962-1998).  Cote : Acm-EPFL 0054 Jakob Zweifel. Lausanne : Archives de la construction moderne – EPFL (présentation en ligne).

## Outils de recherche
- Base de données « Athanase » [hors ligne]
- Base de données « Morphé »[8]
- Base de données « Morphé+ »[9]